# Alexandru Boboc
Alexandru Boboc (n. 20 februarie 1930, Dumbrava, România – d. 18 aprilie 2020) a fost un filosof român, membru titular al Academiei Române din 2012.

## Lucrări
- Lista de lucrări